# Jakub Segał
Jakub Segał (ur. 8 lipca 1880 w Warszawie, zm. po 4 sierpnia 1943) – polski psycholog, filozof, estetyk, profesor Wolnej Wszechnicy Polskiej i Państwowego Instytutu Pedagogiki Specjalnej.

## Życiorys
Syn Karola i Balbiny z domu Grosglik (zm. 1927). Siostra Jadwiga Judyta była zamężna za Adamem Zieleńczykiem. Uczył się najpierw w czteroklasowym II Progimnazjum, a potem w III Gimnazjum w Warszawie. Po jego ukończeniu w 1900 studiował trzy semestry na Uniwersytecie w Berlinie, gdzie słuchał wykładów Fischera, Warburga, Simmla, Dessoira i Wölfflina. Studia kontynuował od semestru zimowego 1902/1903 na Uniwersytecie Wiedeńskim, tam był słuchaczem wykładów Jodla, Jerusalema i Wallaschka. Od semestru letniego 1903 studiował pięć semestrów psychologię i filozofię na Uniwersytecie Zuryskim, pod kierunkiem Meumanna, Störringa, Wreschnera, i antropologię u Martina. Tytuł doktora filozofii otrzymał w Zurychu w 1906 po przedstawieniu rozprawy Über die Wohlgefälligkeit einfacher räumlicher Formen przygotowanej pod kierunkiem Meumanna. Następnie uzupełniał studia na Uniwersytecie w Lipsku w 1906, od 1906 do 1907 na Uniwersytecie w Würzburgu u Oswalda Külpego, i od 1911 do 1912 na Uniwersytecie w Bonn.
Był w latach 1914-1918 wykładowcą psychologii na Wydziale Humanistycznym Towarzystwa Kursów Naukowych w Warszawie, a od 1919 Wolnej Wszechnicy Polskiej.
Był także wykładowcą propedeutyki filozofii w kilku warszawskich gimnazjach, wykładał m.in. w I Gimnazjum Żeńskim. Od 1923 wykładał również psychologię wychowawczą w Państwowym Instytucie Pedagogiki Specjalnej w Warszawie. W 1926 roku był kandydatem na katedrę psychologii pedagogicznej na Uniwersytecie Warszawskim. Należał do Komisji Pedagogicznej MWRiOP; staraniem komisji ukazało się w 1927 polskie wydanie podręcznika Williama Sterna Inteligencja dzieci i młodzieży w tłumaczeniu Tadeusza Klimowicza i pod redakcją Segała. Od 1930 roku wspólnie ze Stefanem Baleyem i Marią Grzegorzewską redagował „Polskie Archiwum Psychologii”.
Od połowy lat 20. chorował na przewlekłą, postępującą chorobę mięśni, która uniemożliwiała mu pracę naukową i dydaktyczną. Podczas okupacji niemieckiej przebywał w podwarszawskich Bielanach, aresztowany 4 sierpnia 1943 przez Gestapo i przewieziony do aresztu śledczego na Szucha; jego dalsze losy są nieznane. Wspomnienia pośmiertne poświęcili mu Władysław Tatarkiewicz i Benedykt Bornstein.
10 czerwca 1915 ożenił się z Marią Anną Corbel. Mieszkał pod adresem Nowy Świat 43.
Segał był autorem szeregu prac w języku polskim i niemieckim, dotyczących wyobrażeń i estetyki rozumianej jako dział psychologii. Przypisywane Segałowi autorstwo skryptu Estetyka form literackich (Wolna Wszechnica Polska, 1918) prawdopodobnie jest niesłuszne; jak wykazuje Maciej Adamski, tekst jest raczej autorstwa Kazimierza Wóycickiego.
Ofiarował zbiory książkowe Towarzystwu Przyjaciół Uniwersytetu Hebrajskiego w Jerozolimie.

## Lista prac
- Die bewusste Selbsttäuschung als Kern des ästhetischen Geniessens. Eine kritische Betrachtung. „Archiv für die gesamte Psychologie” 6, 254–270, 1906
- Beiträge zur experimentellen Ästhetik. I. Über die Wohlgefälligkeit einzelner räumlicher Formen. Eine psychologisch-ästhetische Untersuchung. „Archiv für die gesamte Psychologie” 7, s. 53–124, 1906
- Über die Wohlgefälligkeit einzelner räumlicher Formen. Eine psychologisch-ästhetische Untersuchung. Leipzig: Wilhelm Engelmann, 1906
- Sztuka a iluzya. „Bibljoteka Warszawska” 1 (2), s. 272–289, 1906
- Psychologische und normative Aesthetik. „Zeitschrift für Aesthetik und allgemeine Kunstwissenschaft” 2 (1), 1–20, 1907
- Iluzja świadoma jako istota rozkoszy estetycznej (Autoreferat). „Przegląd Filozoficzny” 10 (1), s. 104–105, 1907
- Z powodu odczytu Lippsa pt. Przyrodoznawstwo a światopogląd. „Przegląd Filozoficzny” 10 (3), s. 365–375, 1907
- Przyczynki do estetyki doświadczalnej. I. O działaniu estetycznym prostych form przestrzennych. Poszukiwania psychologiczno-estetyczne (Autoreferat). „Przegląd Filozoficzny” 10 (3), s. 379–388, 1907
- Über den Reproduktionstypus und das Reproduzieren von Vorstellungen. „Archiv für die gesamte Psychologie” 12, s. 124–235, 1908
- Psychologia w szkole średniej. „Nowe Tory” 5 (6), s. 1–27, 5 (7), s. 93–107, 1910 oraz 6 (3), s. 227–252 i 6 (5), s. 418–439, 1911
- O charakterze psychologicznym zasadniczych zagadnień estetyki. Przegląd Filozoficzny 14 (3), s. 383–394, 1911
- O próbie nowej teorji uczuć i wzruszeń. „Tydzień” 1 (2), s. 14–16 i 1 (3), s. 15–17, 1912
- Badania doświadczalne nad pamięcią. „Tydzień” 2 (5), s. 15–17, 1913
- O typach odtwórczych. „Nowe Tory” 8, s. 149–170, 1913
- Oceny i sprawozdania. Dr. Władysław Spasowski: Adam Mahrburg i jego poglądy na naukę i filozofję. „Nowe Tory” 8 (4–5), s. 226–229, 1913
- Über das Vorstellen von Objekten und Situationen: ein Beitrag zur Psychologie der Phantasie. Eine experimentelle Untersuchung. München: Spemann, 1916
- Kolorowe dźwięki. „Przegląd Warszawski” 3 (27), s. 349–389, 1923
- Marzenia na jawie a struktura fantazji. „Przegląd Warszawski” 5 (44, 45), s. 149–157, 299–316, 1925
- Analiza psychologiczna fenomenalnych uzdolnień rachunkowych (Autoreferat). „Ruch Filozoficzny” s. 72, 1925

- Sprawozdania. Joteyko J. Metoda testów umysłowych i jej wartość naukowa. „Ruch Filozoficzny” 10 s. 22–26, 1925
- Ekonomia i technika pracy pamięciowej. Szkoła Specjalna 4, s. 4–10, 1927/1928